# Руандийско-танзанийские отношения
Руандийско-танзанийские отношения — двусторонние дипломатические отношения между Руандой и Танзанией. Протяжённость государственной границы между странами составляет 222 км.

## История
В 1994 году около миллиона руандийцев бежали из страны в Танзанию спасаясь от геноцида. В 2010-х годах правительство Танзании обвиняло Руанду в поддержке боевиков в восточной части Демократической Республики Конго, что негативно сказывалось на отношениях между странами. В 2016 году президент Руанды Поль Кагаме прибыл с государственным визитом в Танзанию, где провел переговоры с президентом Джоном Магуфули. Оба лидера подчеркнули важность дипломатических отношений между странами, а также заявили о намерениях и дальше развивать экономические и политические связи.

## Торговля
В 2011 году товарооборот между странами составил сумму 106,54 млрд. танзанийских шиллингов. В 2014 году объём товарооборота между странами составил сумму 70,8 млн. долларов США. В 2015 году Танзания являлась третьим по величине торговым партнером Руанды, объём товарооборота составил сумму 68 млн долларов США. 70 % руандских товаров поступает на мировой рынок через порт в Дар-эс-Саламе.

## Дипломатические представительства
- Руанда имеет высокую комиссию в Дар-эс-Саламе[13].
- У Танзании имеется высокая комиссия в Кигали[14].